# Дивноморский сельский округ
Дивномо́рский се́льский о́круг — административно-территориальная единица города-курорта Геленджика, как объекта административно-территориального устройства Краснодарского края.
В рамках структуры администрации муниципального образования города-курорта Геленджика именуется как Дивномо́рский внутриго́родской о́круг. 
В рамках советской системы административно-территориального деления составлял Дивноморский сельсовет, подчинённый Геленджикскому горсовету.
Административный центр — село Дивноморское.

## Население
| 2010   |
| ------ |
| 10 695 |

## Состав округа
| № | Населённый пункт | Тип населённого пункта       | Население | Доля от населения (%) |
| - | ---------------- | ---------------------------- | --------- | --------------------- |
| 1 | Адербиевка       | село                         | ↗1374     | 12,8 %                |
| 2 | Возрождение      | село                         | ↗1546     | 14,5 %                |
| 3 | Джанхот          | хутор                        | ↗416      | 3,9 %                 |
| 4 | Дивноморское     | село, административный центр | ↗6813     | 59,4 %                |
| 5 | Прасковеевка     | село                         | ↗315      | 3,0 %                 |
| 6 | Светлый          | посёлок                      | ↗470      | 4,4 %                 |
| 7 | Широкая Щель     | хутор                        | ↗216      | 2,0 %                 |

## Администрация округа
На территории сельского округа свою деятельность как территориальный орган администрации муниципального образования город-курорт Геленджик ведёт администрация Дивноморского внутригородского округа.
Глава администрации внутригородского округа — Сосов Владимир Александрович.
Адрес — село Дивноморское, ул. Кирова, д. 17.

## История
1 февраля 1963 года в Краснодарском крае был упразднён Геленджикский район, территория которого была разделена между Туапсинским районом и выделенным в город краевого подчинения Геленджиком. 30 декабря 1964 года в подчинение Геленджикскому горсовету был передан ряд сельсоветов Туапсинского сельского района, в том числе Кабардинский поселковый Совет и Фальшиво-Геленджикский сельский Совет. 
13 июля 1964 года Указом Президиума Верховного Совета РСФСР село Фальшивый Геленджик Геленджикского городского Совета переименовано в село Дивноморское, а сельсовет — в Дивноморский.
В 1993 году сельсоветы Краснодарского края прекратили свою деятельность в пользу сельских администраций и заменены на сельские округа. В рамках реформы местного самоуправления территория, подчинённая городской администрации Геленджика, к 2005 году преобразована в муниципальное образование город-курорт Геленджик со статусом городского округа. Город-курорт Геленджик как объект административно-территориального устройства Краснодарского края включил помимо самого города также 4 сельских округа, в том числе Дивноморский.